# Mycosphaerella piperis
Mycosphaerella piperis är en svampart som beskrevs av Sawada ex Aptroot 2006. Mycosphaerella piperis ingår i släktet Mycosphaerella och familjen Mycosphaerellaceae.   Inga underarter finns listade i Catalogue of Life.